# John Watters (Radsportler)
Elliot John Watters (* 24. Februar 1955) ist ein ehemaliger australischer Radrennfahrer.

## Sportliche Laufbahn
Watters war Teilnehmer der Olympischen Sommerspiele 1984 in Los Angeles. Im olympischen Straßenrennen schied er aus. Der australische Vierer mit Jeff Leslie, Michael Lynch, Gary Trowell und John Watters belegte im Mannschaftszeitfahren den 15. Rang.
1982 gewann er die Silbermedaille bei den Commonwealth Games im Mannschaftszeitfahren. Watters wurde 1982 nationaler Meister im Straßenrennen der Amateure. Im Etappenrennen Commonwealth Bank Cycle Classic 1983 belegte er den 5. Rang.